# Eriococcus paucispinus
Eriococcus paucispinus är en insektsart som beskrevs av Ferris 1921. Eriococcus paucispinus ingår i släktet Eriococcus och familjen filtsköldlöss. Inga underarter finns listade i Catalogue of Life.